# Bader Versand

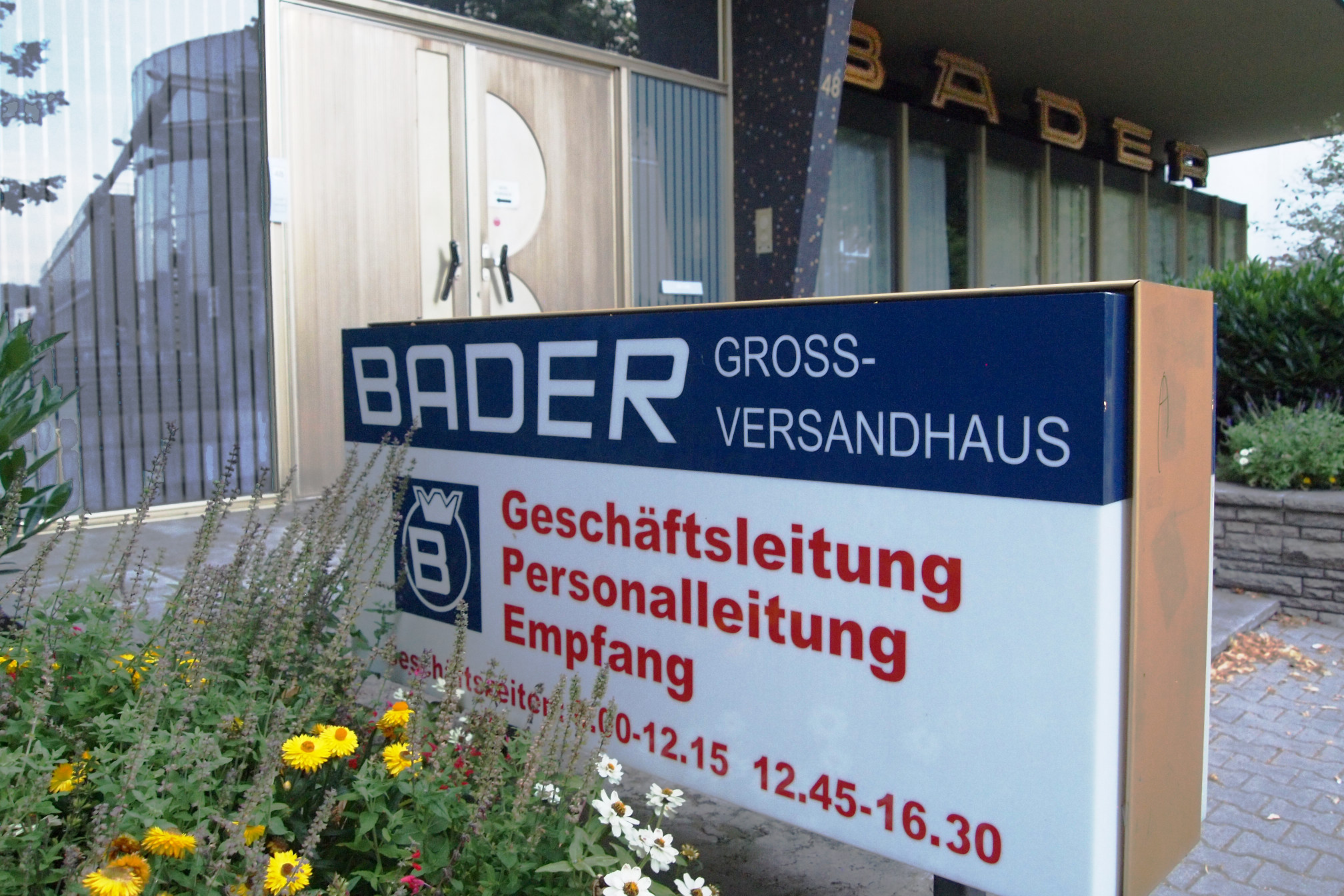
Firmensitz in der Maximilianstraße

Bader Versand (Bruno Bader GmbH & Co. KG) ist ein Versandhandelsunternehmen mit Sitz in Pforzheim. Es besteht aus den Unternehmensteilen Versandhaus Bader und Bader Direktkauf.

## Geschichte
1929 wurde das Unternehmen von Bruno Bader (1901–1992) in Pforzheim gegründet. Zunächst wurden nur Schmuck, Armbanduhren, Tafelbesteck und Silberwaren versendet. 1938 hatte der Bader-Katalog 100 Seiten und das Unternehmen 500 Mitarbeiter. Bei dem Bombenangriff auf Pforzheim am 23. Februar 1945 wurde das Unternehmen vollständig zerstört und Bruno Bader begann mit zwölf Mitarbeitern neu. 1949 war der wirtschaftliche Stand aus der Zeit vor dem Krieg wieder erreicht. Neben den für Pforzheim typischen Produkten aus der Schmuck- und Goldwarenindustrie kamen weitere Sortimentsbereiche hinzu. 1952 nahm das Unternehmen auch Mode in das Sortiment auf, und der erste Katalog mit Bekleidung wurde im Sommer 1953 versandt. 1965 wurden schließlich die beiden Kataloge „Bader Schmuck“ und „Bader Moden“ in einem großen Katalog zusammengefasst. 1977 gehörte das Unternehmen zu den zehn bedeutendsten Versandhäusern Deutschlands und führte ein umfassendes Sortiment Oberbekleidung.
1965 entschied man sich für das Pforzheimer Industriegebiet Brötzinger Tal als Versandstandort, 1972 wurde dieser Standort ausgebaut, 1995 ein neues Verwaltungsgebäude bezogen. Das Unternehmen hatte im Jahr 2000 einen Umsatz von etwa 1 Milliarde DM. 2011 beschäftigte Bader rund 1.000 Mitarbeiter, 2001 waren es 1.200 Mitarbeiter. Bader entwickelte ein neuartiges Teilzahlungssystem, das ohne Kreditvertrag lediglich auf dem Vertrauen in die Bonität des Kunden basierte und somit den knappen Geldverhältnissen der damaligen Zeit angepasst war. Bis dahin war der Kreditkauf lediglich in sicherer Stellung befindlichen Beamten vorbehalten gewesen.
Ab dem 20. November 2017 ging das neue Logistikzentrum am westlichen Stadtrand von Östringen schrittweise in Betrieb. Mit dem neuen Versandzentrum kommen auch einige Tochterfirmen von Bader in die Kraichgaustadt. Die Hauptverwaltung verbleibt in Pforzheim.
Ende 2023 erwarb das Unternehmen die Markenrechte an dem insolventen Versandhaus Klingel. Im Januar 2024 folgte die ehemalige Klingel-Marke Mona.

## Produkte
Das Unternehmen vertreibt über den Versandhandel etwa 17.000 verschiedene Produkte. Dazu gehören Kleidung für Damen und Herren, Heimtextilien, Möbel, Haushaltswaren, Geschenkartikel, Technik sowie Uhren und Schmuck. Zusätzlich zum Versandhandel kann bei Bader-Direktkauf in Pforzheim eingekauft werden. Die Verkaufsfläche dort beträgt ca. 3000 Quadratmeter.